# Tadeusz Polak

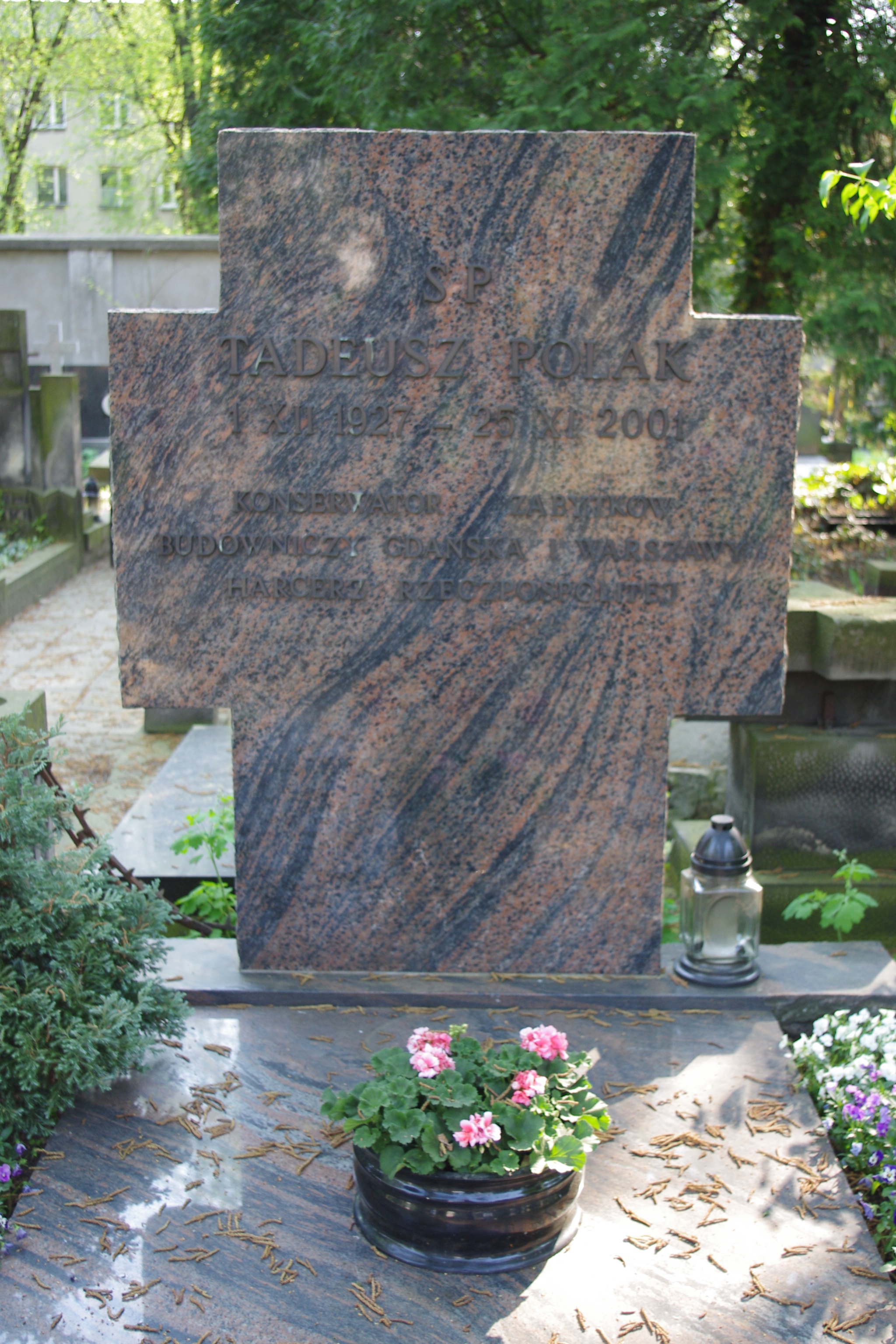
Grób Tadeusza Polaka na Cmentarzu ewangelicko-reformowanym w Warszawie

Tadeusz Czesław Polak (ur. 1 grudnia 1927 w Łopusznie pod Nowogródkiem, zm. 25 listopada 2001) – polski historyk sztuki, konserwator zabytków związany z Gdańskiem, w latach 1994–1997 wiceminister kultury i sztuki.

## Życiorys
Syn Wawrzyńca. W czasie II wojny światowej walczył w szeregach Armii Krajowej. Po 1945 znalazł się w Gdańsku, brał udział w odbudowie Głównego Miasta. Działał w harcerstwie opozycyjnym wobec władz PRL (był za to sądzony). Po 1956 był aktywny w harcerstwie legalnym, m.in. jako komendant hufca Gdańsk Śródmieście. Od 1962 roku należał do PZPR.
Stopień magistra uzyskał na Politechnice Gdańskiej. Pełnił obowiązki dyrektora Pracowni Konserwacji Zabytków w Gdańsku, a następnie od 1965 r. dyrektora naczelnego Przedsiębiorstwa Państwowego Pracownie Konserwacji Zabytków w Warszawie, pracował również poza granicami kraju (na różnych kontynentach). W latach 1988–1990 członek Rady Ochrony Pamięci Walk i Męczeństwa. W lutym 1989 wszedł w skład działającej przy tej Radzie Komisji do spraw Upamiętnienia Ofiar Represji Okresu Stalinowskiego. W latach 1986–1988 członek Społecznego Komitetu Odnowy Starego Miasta Zamościa.
W 1989 bez powodzenia ubiegał się o mandat senatorski w województwie stołecznym warszawskim. W latach 1994–1997 sprawował funkcję podsekretarza stanu w Ministerstwie Kultury i Sztuki. Był autorem licznych publikacji poświęconych zabytkom polskim, ze szczególnym uwzględnieniem dawnych ziem wschodnich Rzeczypospolitej.
Odznaczony Krzyżem Kawalerskim, Komandorskim i Komandorskim z Gwiazdą (1999) Orderu Odrodzenia Polski, Medalem 40-lecia Polski Ludowej i Krzyżem „Za Zasługi dla ZHP”. W 1989 została mu przyznana Odznaka tytułu honorowego „Zasłużony dla Kultury Narodowej” (1989).
Jest pochowany na cmentarzu reformowanym przy ul. Żytniej w Warszawie (kwatera N-1-41).

## Wybrane publikacje
- (opracowanie katalogu wystawy), Odznaki i medale miast polskich 1944–1984, Muzeum Sztuki Medalierskiej we Wrocławiu, Wrocław 1985
- Zamki na kresach : Białoruś, Litwa, Ukraina, Pracownia Badań i Konserwacji Obiektów Zabytkowych, Wydawnictwo "Pagina", Warszawa 1997
- (opracowanie katalogu wystawy wraz z Janem Leszkiem Adamczykiem), Fortyfikacje miast na wschodnich kresach dawnej Rzeczypospolitej – przed 1772 r.: katalog miast i osad miejskich z dziełami fortecznymi, Politechnika Świętokrzyska. Wydział Budownictwa i Inżynierii Środowiska. Katedra Architektury i Ochrony Budowli Zabytkowych, Kielce 2002